# Краљевина Бенин
Краљевина Бенин била је претколонијална афричка монархија на подручју данашње државе Нигерије. Краљевина нема никаквих веза са данашњом модерном државом Бенин.

## Иза Сахаре
Пре 7. века наше ере, историја црне Африке је слабо позната. Током европског средњег века, развијају се велике краљевине. Налазиле су се јужно од Сахаре, поред великих река. У 14. веку ниједна од ових краљевина, не успева да се одупре доминацији Европе.
Народи црне Африке су трговали са Берберским становништвом, које живи у северној Африци. Роба као на пример со, злато, плод коле… прелазила је преко пустиње на леђима камила. Између 5. и 11. века Крaљевство Гана, заснива своју привреду на трговини. Али у 11. веку народи са севера, који су прешли у исламску веру, почињу са освајањем овог дела Африке. Тако настају муслиманске државе у црној Африци.

## Краљевина Бенин
Краљевина Бенин је остало по страни муслиманских освајања. Настало је у 12. веку, а у 15. веку се протеже од области Лагоса до реке Нигер. У овом периоду уметност у Бенину, а посебно уметност ливења бронзе, долази до врхунца.

## Главни град
Град Бенин је раскошна престоница, која показује моћ царства. Палата је била претрпана уметничким делима, а посебно су биле познате Обине главе, изливене у бронзи.

## Бенин, град уметности
Шанац и дупли бедем од стабала, штитили су овај град. Иза зида једноспратне куће, образовале су улице. Сваки део града је био резервисан за једно занимање. На пример вајари у слоновачи, дрворезци, кожари, ковачи, ливци бронзе…

## Уметност посвећена оби
Владар краљевине Бенин је био оба. Сматрало се да је уметност само обина привилегија. Једино је он смео да носи коралне огрлице. Уметници нису смели да лију бронзу, или вајају у слоновачи без његове дозволе. Метал је симболизовао монархију, а слоновача чистоту. У палати су се налазиле маске и фигуре од дрвета, слоноваче и бронзе.

## Ливење бронзе
У 14. веку један ливац из суседног града Ефе долази у Бенин, да подучава својој техници ливења бронзе, ливце у Бенину. Његова техника ливења бронзе је изгледала овако: прво се обликује лице у глини, а затим се прекрива танким слијем воска, па се поново прекрива глином. Фигура би се оставила да се пече. Када се восак истопи током печења, ливац попуњава шупљину где се налатио восак течном бронзом. Након што се калуп охлади, ливац га опрезно разбија, да не би оштетио бронзу. И на крају када се калип разбије, појављујесе бронзана глава.